# أحمد العليان
أحمد العليان (20 فبراير 1974 -)، ممثل فلسطيني مقيم في السعودية. دخل المجال الفني في عام 1998 ومازال مستمر فيه.

## أعماله
- بدون فلتر 2018
- شباب البومب
- شير شات
- الذاهبة
- طيش عيال
- طالع نازل
- نساء من زجاج
- سكتم بكتم 2
- سواق المعازيب
- كلنا نصوص
- وش وشة
- في بيتنا غشنة
- غشمشم 5
- رحلة المليون
- سكتم بكتم
- شجون
- الساكنات في قلوبنا 2
- أيام السراب
- عوانس سيتي
- اسوار 2
- الساكنات في قلوبنا
- خلوكم مكاني
- عمشة بنت عماش
- دعاة على ابواب جهنم
- دولاب الزمن
- الغروب الاخير
- اخواني اخواتي
- طاش ما طاش 12
- طاش ما طاش 11
- طاش ما طاش 10
- وعاد قلبي إلى هناك
- طاش ما طاش 9
- طاش ما طاش 8
- شباب البومب 6
- الديرة نت

## روابط خارجية
- أحمد العليان على موقع قاعدة بيانات الأفلام العربية